# Bernardino Zapponi
Bernardino Zapponi (Róma, 1927. szeptember 4. – Róma, 2000. február 11.) olasz író és forgatókönyvíró. Az 1960-as évek második felétől haláláig aktívan jelen volt az olasz filmvilágban, gyakran dolgozott együtt Federico Fellinivel és Dino Risivel. Felliniről könyvet is írt Az én Fellinim címmel, amely magyar nyelven is megjelent.

## Pályafutása

### A kezdetek
Bernardino Zapponi az Orlando és a Marc’Aurelio szatirikus lapoknál kezdte írói pályafutását. Filmkritikusként is dolgozott a La Republica és a L’Espresso számára. Az 1950-es évek végén saját magazint alapított, melynek az Il Delatore nevet adta. Írói tevékenységét kiszélesítve rádiós és televíziós felkéréseket is vállalt. 1951-ben került először kapcsolatba a filmvilággal, amikor részt vett Mario Soldati È l'amor che mi rovina című komédiája forgatókönyvének megírásában Enrico Blasi, Mario Monicelli és Steno társaságában. Sokáig úgy tűnt, ezzel véget is ért forgatókönyvírói tevékenysége, bő másfél évtized után azonban aktívan kezdett ténykedni ezen a pályán. Visszatérése a filmvilágba egyébként javarészt annak köszönhető, hogy 1967-ben Gobal címmel jelentős sikert aratott elbeszéléskötetet jelentetett meg. Ugyanebben az évben A boszorkányok című szkeccsfilm Mauro Bolognini által rendezett epizódjának forgatókönyvét írta meg. (Mindegyik epizód Silvana Mangano szépségére és tehetségére épült.) A következő évben újra egy szkeccsfilm számára dolgozott: a Szeszély olasz módra (1968) hat epizódjából háromnak a forgatókönyvét írta meg legendás kollégái, Age és Scarpelli közreműködésével. Az általuk írt történetek rendezői: Mauro Bolognini, Mario Monicelli és Pino Zac.

### Együttműködés Federico Fellinivel

#### Toby Dammit
Federico Fellini elolvasta a Gobalt, és felhívta Zapponit, hogy gratuláljon neki. Találkozót beszéltek meg az író lakásán, a Via Francesco Crispin. Zapponinak lelkiismeret-furdalása támadt, mert nem sokkal korábban elmarasztaló kritikát írt a Mester Júlia és a szellemek (1965) című filmjéről. Fellini azonban nem vette zokon a dolgot, talán azért, mert nem is olvasta a kritikát, talán azért, mert a szóban forgó alkotását ő is kevésbé sikerültnek tartotta. Szívélyes hangvételű beszélgetésük során kiderült, hogy valaha mindketten a Marc’Aurelio munkatársai voltak, sőt találkoztak is akkoriban, de erre csupán Zapponi emlékezett. Fellini elmondta, hogy mennyire tetszett neki a Gobal, és szerette volna megszerezni 3-4 elbeszélés megfilmesítésének a jogát. Beszélt arról, hogy éppen egy új filmre készül, amelyben fel is használná az egyik történetet, a Van egy hang az életben címűt. A tervezett produkció egy szkeccsfilm volt, a Különleges történetek (1968). Fellinit egy cseppet sem izgatta, hogy a francia producer kikötése az volt, hogy a történetek Edgar Allan Poe novellái alapján készüljenek. Igaz, a rendező eleinte abban a tévhitben volt, hogy Ingmar Bergman, Luchino Visconti, Stanley Kubrick és Luis Buñuel társaságában fog dolgozni, helyettük azonban Roger Vadimmel és Louis Malle-lal kellett beérnie. Ráadásul a producer határozottan elutasította az ötletet, hogy Poe novellája helyett Zapponi története kerüljön be az összeállításba. Az író természetesen örült a lehetőségnek, hogy Fellinivel dolgozhat, és vállalta, hogy vele együtt megírja a forgatókönyvet egy megfelelőnek látszó Poe-novellából.
A dolog nem volt egyszerű, mivel Zapponi szerint Poe írásai a legkevésbé sem voltak filmszerűek. Első választásuk Az elsietett temetés volt, amely egy olyan sekrestyésről szól, aki attól retteg, hogy egyszer élve fogják eltemetni. Fellini a főszerepet régi barátjának, Alberto Sordinak szánta. Felmerült a Sajnálatos baleset megfilmesítésének gondolata is. Abban a novellában egy idős angol hölgy felmegy a Mangia-toronyba, és kidugja a fejét a toronyóra számlapja alatti kis ablakon. Vesztére azonban a kismutató csapdába ejti a fejét, és szép lassan lenyakazza. Fellininek állítólag különösen tetszettek a borzalmas részletek, ahogyan az öreg hölgy szemei kiugranak a helyükről, és a pázsitról figyelik tovább a szörnyű eseményt. Végül azonban a Belzebubé a fejem (más fordításokban: Ne paktálj le az ördöggel!) című novellát választották. Fokozatosan átformálták az egész történetet, végül csak a Toby Dammit nevű szereplő, az Ördög és a slusszpoén maradt meg. Úgy döntöttek, hogy az ő filmjükben az Ördögöt egy vonzó és ártatlannak látszó kislány fogja megszemélyesíteni. Egy ízben Fellini és Zapponi elmentek, hogy megnézzék az akkoriban leszakadt aricciai hidat. Késő este volt, a környéket lezárták, ám Fellinit az illetékesek beengedték a kordon mögé. Az élményt felhasználták a forgatókönyv írása során. A munka végére hagyták annak eldöntését, hogy milyen ember is legyen Toby Dammit? Alkoholista? Öngyilkos típus? Poe alteregója? Fellini ötlete az volt, hogy legyen egy kiégett, de még jó nevű külföldi színész, aki egy pap meghívására érkezik Olaszországba, hogy egy „katolikus western”-t forgasson.
A főszerepre Fellini Peter O’Toole-t választotta, aki állítólag megrémült attól, hogy egy alkoholista angol színészt játsszon, azaz tulajdonképpen saját magát. A vele folytatott telefonbeszélgetés kölcsönös káromkodásokba fulladt. A következő kiválasztott James Fox volt, aki bizonytalan volt mind önmagát, mind pedig a szerepet illetően, melyet végül visszautasított. Terence Stamp lépett a helyére, aki viszont tele volt ötletekkel: hosszú hajú, kábítószeres rockénekesnek képzelte el a figurát. Fellini természetesen udvariasan végighallgatta a színészt, ám szótlansága egyértelműen jelezte Stamp számára, hogy elképzelései egészen mások. A rendezőnek az volt az álláspontja, hogy fölösleges egy színészt túlságosan beavatni a részletekbe, hiszen mindent a saját szerepén át néz, nincs rálátása a film egészére. Zapponi első nekifutásra 20 oldalt írt meg a forgatókönyvből. A későbbiekben is így dolgoztak, vagyis részletekben. Fellininek tetszett ugyan a kapott szöveg, de elmondta a kifogásait is. Szerinte fölösleges megnehezíteni a szöveg olvasását a technikai részletek leírásával, mivel a jó forgatókönyv valójában nem egyéb, mint kedvcsináló egy elképzelt film elkészítéséhez és megtekintéséhez. Zapponinak élete végéig az volt a véleménye, hogy Fellinivel közös munkái közül a Toby Dammit forgatókönyve sikerült a legjobban. Fellini egy részletet is leforgatott abból a westernből, amelyben a történet szerint Toby játszott volna. Az első próbavetítést követően Zapponi őszintén megmondta a rendezőnek, hogy a jelenet nagyszerű ugyan, de „kilóg” a filmből. Fellini nem igazán örült a kritikának, ironikusan megjegyezte, hogy „ötvenezerbe került az a jelenet”, végül mégis kivágta a végső változatból.

#### Fellini-Satyricon
Fellini úgy kötött megállapodást Alberto Grimaldi producerrel Petronius, ókori író Satyricon című regénytöredékének a megfilmesítésére, hogy a művet előtte el sem olvasta. Később természetesen pótolta ezt a mulasztását. Bár nagyon tetszett neki a töredék, érdeklődését állítólag nem annyira az elolvasott szöveg, mint inkább a hiányzó részek keltették fel. Fantáziája mozgásba lendült, úgy képzelte el a Satyricont, mint egy sci-fit, ami a jövő helyett a múltban játszódik. A Fellini-Satyricon (1969) vizuális világának megalkotásához többféle forrásból merített. Az 1960-as évek közepén orvosi felügyelet mellett kipróbálta az LSD-t. Lelkesen mesélt Zapponinak erről az élményről, melynek során a színek szó szerint kézzel foghatóvá, kitapinthatóvá váltak. Ilyen színekkel képzelte el új filmjét is. Mind rá, mind Zapponira nagy hatással voltak a képregények, különösen a francia Peelaert–Bartier páros Jodelle című munkája. A lelkesedés ellenére azonban Fellini még nem érezte úgy, hogy eljött az idő a forgatásra. Állítólag szerette volna rávenni Grimaldit, hogy inkább dédelgetett filmterve, a Mastorna utazása elkészítésére adjon pénzt, ám a producer ragaszkodott a Satyriconhoz. Talán azért, mert a Mastorna utazásától Fellini egyszer már az utolsó pillanatban visszalépett, és ezzel magára haragította Dino De Laurentiist. Zapponi vállalta, hogy belekezd a Satyricon forgatókönyvébe, hogy Fellini annak alapján eldönthesse, meg akarja-e rendezni a filmet, vagy inkább azt is lemondja.
Zapponi elképzelése az volt, hogy valósághű képet ad az ókori Róma konkrét hétköznapjairól, hogy ezáltal maga a film egésze váljon álomszerűen hihetetlenné. Az első jelenetet így képzelte el: „A Circus Maximus föld alatti labirintusa pirkadatkor. Valahol a börtön, az állatkert és az őrhely között. Alacsony mennyezetű termek fáklyavilágítással, a gladiátorok kockajátékot játszanak a versenyek előtt. Valaki éppen a szigony hegyét vagy a kard pengéjét élesíti. A gallok szépítkeznek, pajzsukat használják tükör gyanánt, szőke hajukat és bajszukat igazgatják, egy óriás termetű néger kezébe temetett fejjel sír. Oroszlán- és tigrisüvöltés hallatszik a háttérben, elefánttrombitálás, bivalybömbölés. Valaki nyitott szájjal, részegen alszik. Másvalaki vígan eszik-iszik. Imitt-amott hangosan beszélgetnek, valami furcsa, érthetetlen nyelven, ami a mi fülünknek szerb-horvát vagy német, valójában latin, nem tiszta, gyorsan elharapva, dialektusban beszélt latin…” Fellini el volt ragadtatva a szövegtől, és kijelentette, hogy pontosan valami ehhez hasonló inspirációra várt. Elhatározta, hogy mégiscsak leforgatja a filmet. Zapponival együtt látott neki a forgatókönyv megírásához, amelynek végül nem sok köze lett az író első vázlatához.
A munka javarészt Zapponi lakásában zajlott hol élénk fecsegések, hol pedig hosszú hallgatások kíséretében. Fellini nem írt, inkább rajzolt: vázlatokat készített, többnyire humoros és obszcén karikatúrákat, melyeket egy-egy munkanap végeztével összegyűrt és eldobott. (Egy részüket Zapponi kimentette a szemetesből.) Az egyik rajz egy meztelen óriásnőt ábrázolt hátulról, előtte megszeppent törpe kisfiúként állt Zapponi. A nő a rajzon azt mondta neki: „Azonnal mutasd meg nekem a madárkádat.” Fellini azt mondta, azért ábrázolta a barátját megszeppent kisfiúként, mert Zapponi valójában nőgyűlölő, akit a női nem egyszerre vonz és taszít. Az író nem árulta el, hogy ő viszont a rendezőről gondolta ugyanezt. A forgatókönyv különleges képzettársítások segítségével született meg. Egyszer például Zapponi azt javasolta, képzeljenek el maguk elé egy 19. századi előkelő villát, melynek udvarán gyerekek játszanak papírsárkányokkal. Fellininek tetszett az ötlet, és azzal egészítette ki, hogy az elképzelt jelenet figurái öngyilkosok lesznek. Ebből az ötletből született meg az öngyilkosok villájában játszódó epizód. Más alkalommal csak egy-egy apró ötlet hangzott el – hóesés a tengeren, Minotaurusznak legyen ártatlan arca stb. –, melyeket távozása előtt Fellini összegzett oly módon, amely lehetővé tette egy-egy konkrét jelenet megírását. Az elkészült forgatókönyvet a rendező a Petronius-szakértő Ettore Paratore professzorral véleményeztette.

#### Bohócok
Fellini életében meghatározó élmény volt a cirkusz világa. Gyerekkorában állítólag egyszer megszökött otthonról, hogy csatlakozzon egy vándorcirkuszhoz, Zapponi szerint azonban ez csak egyike a Mester kitalált történeteinek. A Fellini-Satyricon bemutatója után a televízió ajánlott munkát a rendezőnek, aki úgy döntött, hogy elkészíti a Bohócokat (1971). Maga sem tudta még a munka kezdetén, hogy filmjében vajon végleg leszámol-e a bohócok iránti rajongásával, vagy éppen ellenkezőleg, tovább fokozza azt. Eleinte azt tervezte, hogy klasszikus bohócbelépőket fog lefilmezni, ám a kiválasztott szövegek túlságosan kötődtek megöregedett vagy már elhunyt szerzőikhez. Letett arról a szándékáról is, hogy Danny Kaye-t, Mae Westet és Groucho Marxot szerződtesse. Kaye-jel egyébként korábban már találkozott, mert neki szánta Lycas szerepét a Fellini-Satyriconban, de amikor a komikus megtudta, hogy az egyik jelenetben egy fiúval kell összeházasodnia, hazautazott Rómából. (A szerepet végül Alain Cuny játszotta el.) Zapponi elkísérte Fellinit az Orfeusz cirkuszba, hogy az ottani művészek közül válogassanak szereplőket, ám a Mester bármekkora élvezettel is beszélgetett a kiválasztottakkal, úgy érezte, nem jó úton jár: „Az ártatlanság elvesztése az oka, hogy a mai bohócokból kiveszett a gyermeki tekintet. Már a gyerekből is kiveszett.” Az alkotók ezért a jelen helyett a múlt felé fordultak, régi könyveket és fotókat nézegettek a legendás bohócokról. Némelyikük akkor még élt, ezért Zapponi és Fellini Párizsba utazott, hogy találkozzon velük. Az aggastyán bohócok szívélyesen fogadták a vendégeket. Hamar nyilvánvalóvá vált azonban, hogy ezek a nosztalgikus beszélgetések sem alkalmasak arra, hogy kitöltsék a film teljes játékidejét, melyből végül csak néhány percnyi rész szól a párizsi látogatásról. Fellini nem filmezett a francia fővárosban, csupán jegyzetelt. E jegyzetek alapján Zapponi Rómában megírta a forgatókönyvet, mellyel Fellini visszatért Párizsba, hogy filmre vegye az előre megírt interjúkat. A Bohócok végül búcsúzás lett a cirkusz világától: az egyik álomjelenetben az egyik bohóc halottaskocsija után egy másik bohóc fut, és azt kiáltja, „Mon père, mon père” (Apám, apám). Fellini így magyarázta a jelenetet Zapponinak: „Én vagyok ez az öreg, immár belefáradtam a cirkusz világába, amitől ezzel a filmmel búcsúzom. De a cirkusz mindig az apám marad, vagyis az, aki felnevelt és táplált engem.”

#### Fellini-Róma
A Fellini-Róma (1972) megszületését kényszerítő körülmények tették lehetővé: a Mester előre aláírta a szerződést, és felvette az előleget egy olyan filmre, amelyről eleinte még semmilyen elképzelése sem volt. Mégis, amikor felhívta Zapponit az új film ötletével, már volt ötlete a nyitójelenethez, melyet helikopterről akart filmezni: „…magasból látjuk, amint a felhők Rómára ereszkednek, azok a sajátos barokk felhőcskék. […] Aztán meglessük a nyugati szellő útját, a mozgását, a formáját, a fuvallatát az izzadt emberek hátán…” A Fellini-Satyriconhoz hasonlóan a Fellini-Róma forgatókönyvének megírását is az ötletek összegyűjtése előzte meg. Fellini és Zapponi meglehetősen hamar megállapodtak abban, hogy a film egyik része a régi, másik része pedig a modern Rómában fog játszódni. Az előbbinek inkább cselekményes, az utóbbinak főleg (ál)dokumentarista jellege lett. Szerencsére a hasonló életkor miatt a két művésznek nagyjából megegyeztek fiatalkori élményeik a városról. Természetesen elengedhetetlen volt, hogy a négy fal közötti beszélgetéseken túl kimenjenek az utcára, és a maguk módján felfedezzék Rómát. Az Igazságügyi Palota különösen felkeltette az érdeklődésüket, ám a roskadozó épületet az illetékesek életveszélyesnek nyilvánították, és Fellininek nem sikerült oda szóló forgatási engedélyt szereznie. Akkoriban épült az olasz fővárosban a metró. Fellini és Zapponi leereszkedtek a mélybe, hogy megnézzék a munkálatok állását. Akkor éppen szó szerint állásról volt szó, mert a Városháza az építkezés fölötti műemlékek omlásától tartva szünetet rendelt el a munkálatokban. Fellinit a föld alatt klausztrofóbia kerítette hatalmába, ennek ellenére a mozdulatlan munkagépek beindították a fantáziáját. Arra gondolt, hogy ha a körülöttük lévő üregekben és katakombákban freskók, szobrok és egyéb antik emlékek lennének, vajon azok hogyan reagálnának az óriási fúrófej váratlan behatolására? Ebből a gondolatból született meg a film egyik legszebb és legsokrétűbb jelenete a metróépítkezés közben feltáruló ókori villáról, melynek falairól a beáramló szennyezett 20. századi levegő hatására rövid idő alatt eltűnnek a csodálatos falfestmények.
A Tevere bemutatása is szerepelt az ötletek között, ám a város folyóján tett hajókirándulás akkora csalódást jelentett a két művésznek, hogy a tervezett jelenetet végül nem forgatták le. (A korábban említett helikopteres nyitójelenet anyagi okokból hiúsult meg.) A víz és a part piszkos, szemetes és elhanyagolt volt, a város a Tevere felől távolinak és idegennek tűnt. Különleges élmény volt viszont a transzvesztitákkal való találkozás, amely a kész film egyik képsorát ihlette. Zapponi szerint a XX. század végének transzvesztitái egészen mások voltak, mint az 1970-es évek elején. A forgatás időszakának transzvesztitáiról hamar meg lehetett állapítani, hogy valójában nőnek öltözött férfiak voltak: főleg túl határozott, sötét és erőszakos arcuk árulta el őket. Olykor harsányak voltak és közönségesek, máskor egyenesen félénkek. Fellini a kétes alakok között keresett egy prostituáltat, akit Róma jelképének szánt a film plakátján. A város szívében talált rá a keresett nőre. Az 50 körüli, termetes hölgy dühösen utasította vissza a rendező ajánlatát, de aztán mégis elment a Cinecittàba, a próbafelvételre. Fellini úgy bánt vele, mint egy igazi színésznővel: kisminkeltette, jelmezbe öltöztette, mintha már el is dőlt volna, hogy övé a szerep. A nő gátlásai feloldódtak, nevetgélt, játszadozott. Végül valóban megkapta a kicsiny szerepet.
Érdekes módon a bordélyházban játszódó képsorok leforgatását nem Fellini, hanem inkább Zapponi szorgalmazta. A rendező szerint semmi szükség nem lett volna ezekre a jelenetekre, elvégre bordélyok egész Olaszországban voltak, nem csak Rómában. Az író azonban meggyőzte őt arról, hogy a nyilvánosház „a legrómaibb, a legkatolikusabb, a legálszentebb hely. Itt érvényesül maximálisan az álszentek »szándékelvűsége«: ha nemes a szándék, a bűn teljes bocsánatot nyer. És a nyilvánosház tele van nemes szándékokkal. az a célja, hogy megkímélje a tisztességes nőket a férfiak agressziójától, hogy a papság elkerülje a homoszexualitást, hogy elfojtsa a fiatalok heves tüzét, ami politikai erőszakhoz, hatóság elleni lázadáshoz, céltalan romboláshoz vezethet…” A varietéműsor jelenete szintén valós élmények alapján született: mind Fellini, mind Zapponi dolgozott korábban varietéművészek számára. Fellininek rengeteg története volt az Ambra Jovinelli varietéről, ahol a nézők esetenként döglött macskákat dobáltak a színpadra, a rendőrség pedig gyakran fogott el körözött bűnözőket a nézőtéren. Ezek a valaha megtörtént epizódok is hatottak a Fellini-Rómára. Szó volt egy olyan képsor felvételéről is, amely a veranói temetőben játszódott volna. Zapponi megírta a jelenetet, ám Fellini végül nem forgatta le, mert úgy ítélte meg, hogy túlságosan komor a téma.
A rendező szerette volna, ha Anna Magnani mint Róma szimbóluma szerepelt volna a filmben. A színésznő nem mondott ugyan nemet a felkérésre, de nem érezte úgy, hogy valóban szükség lenne rá. Az addig elkészült felvételek megtekintése után az volt a véleménye, hogy a rendező nagyon jól megragadta a város hangulatát, megértette a rómaiakat, ám éppen ezért ő csak mint látványosság szerepelne a filmben, akárcsak Marcello Mastroianni vagy Alberto Sordi. (Mastroianni és Sordi rövid jelenete végül valóban kimaradt a nemzetközi változatból.) Fellini igazat adott Magnaninak, de egészen más okból. Ő azt tervezte, hogy a színésznő egyfajta ellenpontot képviselne majd, aki a felvevőgép előtt azzal vádolja a rendezőt, hogy nem értette meg Rómát. Ez az elképzelés azonban a színésznő lelkesedése miatt meghiúsult. Fellini emiatt le is mondott Magnani szerepeltetéséről, de aztán az utolsó pillanatban mégis felvett vele egy rövid jelenetet, ami végül a színésznő utolsó filmszereplése lett.

#### Amarcord
Az Amarcord (1973) oly mértékben kötődik Fellini Riminiben töltött gyermekéveihez, hogy azt csakis egy olyan forgatókönyvíróval lehetett megvalósítani, akinek hasonló élményei voltak. Zapponi helyett a Mester a romagnai Tonino Guerra társaságában látott neki a forgatókönyv megírásának. Zapponi le akarta beszélni Fellinit a filmről, mert szerinte közhellyé vált már a rendező ragaszkodása a gyermekkori élmények filmes felidézéséhez, tovább kellett volna lépnie ezen a témán. Alberto Grimaldi tanácsadói szerződést kötött Zapponival az Amarcordra vonatkozóan. Zapponi meg is kapta véleményezésre a film forgatókönyvét, amiről nem volt túl hízelgő a véleménye. Szerencsére Fellini nem hallgatott rá, és idővel Zapponi is belátta, hogy a rendezőnek volt igaza. Ugyanakkor úgy vélte, valójában elérte azt, amit akart, sikerült eltávolítania Fellinit a gyermekkor Riminijének világától. Mulatságos, hogy ezzel a nyilvánosan hangoztatott véleményével többek között a város polgármestere sem értett egyet.

#### Fellini-Casanova
Fellinit amolyan kutya-macska barátság fűzte Dino De Laurentiis producerhez, akivel ugyan kölcsönösen tisztelték és nagyra becsülték egymást, ám a művészetről vallott felfogásuk jelentősen különbözött. De Laurentiis az 1970-es évek elején úgy döntött, hogy az Amerikai Egyesült Államokba költözik. Ottani vállalkozása beindításához kölcsönökre volt szüksége. Ahhoz pedig, hogy a hiteleket megkapja, jól jött volna egy szerződés az Amerikában is elismert Federico Fellinivel. A Mester nem tagadta meg ezt a gesztust a producertől, aki viszont konkrét címet akart. Fellini hirtelen ötlettől vezérelve a Casanovát írta a papírra. Nem olvasta ugyan a velencei lovag emlékiratait, de baráti körben állítólag évek óta emlegette, hogy egyszer majd megfilmesíti az életét. Az Amarcord befejezését követően muszáj volt hozzáfogni a Casanovához, már csak a felvett előleg miatt is, az előkészületi munkák során azonban újra kiéleződtek Fellini és De Laurentiis művészi nézeteltérései.
Fellini hamar megbánta, hogy elkötelezte magát De Laurentiisnek, mivel állítólag semmi kedve nem volt Casanováról forgatni. Közvetlen munkatársainak ezt mondogatta: „Az egy ökör, hogyan mesélhetném el egy ökör életét?” Ráadásul Fellini szembesült azzal is, hogy muszáj elolvasnia az „ökör” emlékiratait, ami viszont 6 vaskos kötetből állt. Ellenszenvét Zapponi is osztotta, aki korábban olvasott részleteket a műből, és az volt a véleménye, hogy unalmas, önismétlő, terjengős. Az olvasáson azonban túl kellett esni, ezért hogy ne csak ők szenvedjenek, elhatározták, hogy a munkába bevonják Tonino Guerrát, az Amarcord forgatókönyvíróját: így csak 2-2 kötet jutott mindenkire. Pechükre azonban Guerrának szerelmi problémái voltak, emiatt nem tudott érdemben részt venni a munkában, néhány versét azonban felhasználták. Fellini ellenszenve Casanova iránt az emlékiratok olvasása közben sem oszlott el: oldalakat tépett ki a saját példányából, kék ceruzával pedig epés megjegyzéseket írt a margóra. Az olvasást követően a rendező és a forgatókönyvíró megkísérelték összegyűjteni azokat a motívumokat, melyeket használhatónak ítéltek. A szökést az ólombörtönből nem lehetett kihagyni, akárcsak D’Urfé márkinő epizódját. Fellini lelkesedett az alkimisták és látnokok Párizsáért és a Dux kastélyában játszódó jelenetekért, Casanova alakjával kapcsolatban azonban nem voltak ötletei. De Laurentiis az amerikai közönség állítólagos igényeire hivatkozva „sikamlós” jelenetekkel fűszerezett filmet várt a rendezőtől, Fellininek azonban ahhoz volt a legkevésbé kedve. A produkció ekkor még az I sogni di Casanova (Casanova álmai) munkacímet viselte.
Zapponi azt a megoldást javasolta, hogy csináljanak Casanovából Don Juant, vagyis az impotencia, a szeretetre képtelenség és a nőgyűlölet szimbólumát. Fellini elvetette az ötletet, mondván, hogy Casanova valós személy volt, ezért a Zapponi által javasolt megközelítés az ő esetében nem alkalmazható. Végül kompromisszumra jutottak: egy olyan Casanovát alkottak, akinek van ugyan köze a történelmi tényekhez, de valójában zsarnoki és hidegszívű anyjának áldozata. Ebből következett, hogy Casanova szerelmi kalandjai már nem a szabadelvűséget, a testi örömök élvezetét szimbolizálják, hanem inkább kétségbeesett szabadulási kísérleteket az anyaöltől. A pszichoanalitikus megközelítés lehetőséget adott arra, hogy Fellini szabadjára engedje a fantáziáját. A Júlia és a szellemek (1965) óta érdeklődött a paranormális jelenségek és okkult tudományok iránt, ezért úgy döntött, felkeres egy látnokot, hogy általa magától Casanovától kérjen véleményt a tervezett filmről. A Rol nevű mágushoz ment, akit barátjának tekintett. Állítólag az elhunyt lovagnak semmilyen kifogása nem volt az ellen, hogy egy híres filmrendező forgasson róla, ámbár nem volt könnyű megértetni vele, mi is az a film. Nem vette zokon Fellini bántó megjegyzéseit sem. Nehéz eldönteni, hogy mi igaz ebből a Zapponi által megírt történetből, mivel Fellini saját maga mondta egy róla szóló dokumentumfilmben, hogy ő tulajdonképpen született hazudozó. Ami biztos, hogy a Mester lerajzolta a forgatókönyvön dolgozó Zapponit, akinek munkáját Casanova hatalmas alakja figyeli. Zapponi Fellini elvárásainak megfelelően hiú embernek alkotta meg a főhőst, aki kissé nevetségesre és kellően ellenszenvesre sikerült. A pszichoanalízist alkalmazva homoszexuális motívumokat is írt a történetbe, abból az elméletből kiindulva, hogy a nagy nőcsábászok valójában homoszexuális hajlamaikat igyekeznek elfojtani a gyakori partnercserével. A végeredmény egy olyan terjedelmes forgatókönyv lett, melynek maradéktalan megvalósítása Zapponi szerint 4-5 órás filmet eredményezett volna. A finanszírozással kapcsolatos problémák, a többszöri producercsere miatt bizonyos jeleneteket Fellini végül egyáltalán nem tudott leforgatni. Ugyanakkor a vágás során úgy döntött, hogy bizonyos leforgatott epizódokat viszont mégsem használ fel a végső változatban.

#### A nők városa
A Bohócok és az Amarcord Fellini művészetében a gyermekkor emlékeivel való leszámolást jelentette, míg a Mester és Zapponi utolsó közös munkája, A nők városa (1980) a nőkkel szembeni vágyai és komplexusai lezárásának tekinthető. Akárcsak a korábbi közös filmek esetében a kiindulópontot ezúttal is ötletek és rajzok jelentették. Az alaphelyzet mindössze ennyi volt: egy középkorú férfi váratlanul egy női közösségben találja magát, kiszolgáltatva a „gyengébb nem” akaratának és önkényének. A nők városa női szereplői a korábbi Fellini-alkotások nőfiguráival ellentétben esetenként kifejezetten agresszívek voltak, némi szadista hajlamokkal felruházva. Ez a változás Zapponinak köszönhető, aki akkoriban mutatott Fellininek néhány szado-mazo képregényt, melyek különösen megragadták a Mester fantáziáját. Eleinte arról volt szó, hogy a film csupán egy epizód lesz egy Bob Guccione (a Penthouse „atyja”) által finanszírozott trilógiában, ám a producer végül egész estés filmet akart, frivol jelenetekkel. Fellini az előbbi változtatásba beleegyezett, az utóbbi kívánságba azonban nem, de szerencsére volt más vállalkozó szellemű producer, aki Guccione helyére lépett. Mire megoldódtak az anyagi jellegű kérdések, új probléma merült fel: Olaszországon végigsöpört a feminizmus vihara, ami a forgatókönyv felülbírálatát tette szükségessé.
Fellini Zapponit küldte el az oroszlán barlangjába, vagyis a feministák főhadiszállására, hogy tanácsaikat kérje a forgatókönyvvel kapcsolatban. Az egyik hölgy azonban azt tanácsolta, Zapponi előbb ismerkedjen meg a mozgalom célkitűzéseivel és történetével, utána álljon elő a kérdéseivel. Fellini végül Germaine Greerhez fordult tanácsokért. A rendező később azt mesélte, a hölgy túlságosan lelkesen állt a rendelkezésére, talán egyéb irányú tervei is voltak a Mesterrel a tanácsadáson kívül, Zapponi szerint viszont ez a történet csupán egyike Fellini legendás meséinek. Az író meglehetősen nehezen haladt a forgatókönyvvel, mivel Fellini ezúttal nem vett részt olyan aktívan a munkában, inkább levelekben írta meg az elképzeléseit. A forgatókönyvet a felvételek megkezdése előtt szakértő feministák egy csoportja bírálta felül. A hölgyek közreműködése nyomán a véglegesnek mondott szöveg annyira zavaros lett, hogy senki nem értette, miről is fog szólni a film. A feministák forgatás közben is jelen voltak, „tanácsokkal” látták el Fellinit, akit Zapponi akkor először látott zavartnak. Ezek után kissé meglepő az a támadássorozat, amely a feministák részéről érte a filmet.
A nők városa véget vetett Fellini és Zapponi együttműködésének. Nem voltak zajos veszekedések, egyszerűen rutinná vált a közös munka. Zapponinak mindenesetre kicsit rosszul estek barátja azon nyilatkozatai, melyek szerint soha nem volt igazi forgatókönyve, de egyébként is inkább improvizálni szeretne a továbbiakban. Az író úgy értelmezte a Fellini hozzáállásában végbement változást, hogy barátja a regényről átváltott az elbeszélés műfajára. Munkakapcsolatuk vége azonban nem jelentette barátságuk végét is. Tartották a kapcsolatot, sőt további közös filmek ötletei is felmerültek. Fellini azt tervezte, hogy filmet forgat Velencéről és Nápolyról is, vagyis trilógiává bővíti a Fellini-Rómát, ez az elképzelése azonban nem valósult meg.

### Együttműködés más rendezőkkel
Federico Fellini mellett Zapponi gyakran dolgozott együtt Dino Risivel, illetve alkalmanként az olasz filmvilág más ismert és népszerű rendezőivel is. E közös filmek többségét – a Fellini-opuszokhoz hasonlóan – a magyar közönség is láthatta. Hét vidám történetből áll Dino Risi Meztelennek látom (1969) című alkotása, melyben Nino Manfredi és Sylva Koscina játszották a főszerepeket. Ugyancsak Risi rendezte A pap felesége (1971) című komédiát, melynek szerelmi bánatban szenvedő hősnője (Sophia Loren) addig telefonálgat a lelkisegély-szolgálathoz, amíg érdeklődni nem kezd a vonal túlsó végén beszélő, segítőkész pap (Marcello Mastroianni) iránt. A vonzalom kölcsönös, ám a rendhagyó kapcsolat elé számos akadály tornyosul. Luciano Salce nevéhez fűződik a Narancsos kacsasült (1975) című vígjáték, amely Monica Vitti és Ugo Tognazzi tehetségére épül. Házaspárt alakítanak, ám kapcsolatuk kihűlőfélben, az asszonyka válni akar. A férj ravasz tervet eszel ki a visszahódítására: modern gondolkodásúnak állítja be magát, ezért meghívja magukhoz hétvégére a riválisát. Hogy feleségének is legyen oka a féltékenységre, meghívja szexi titkárnőjét (Barbara Bouchet) is, akit a szeretőjeként mutat be válni készülő nejének. Az olasz horror mestereként emlegetett Dario Argento alkotása a Mélyvörös (1976) című hátborzongató história, amely bizonyos értelemben variáció Alfred Hitchcock Psycho (1960) című klasszikusára. (Argento filmje ugyanakkor felismerhetően hatott Lionel Delplanque Mélyen az erdőben (2000) című horrorjára.) A fasizmus éveiben játszódik Dino Risi Fehér telefonok (1976) című vígjátéka, amely egy butácska, de igen csinos szobalány káprázatos, ám rövid filmszínésznői karrierjének mulatságos históriája. Főszereplők: Agostina Belli, Vittorio Gassman és Ugo Tognazzi. Az európai filmművészet jó néhány nagy sztárja játszott kisebb-nagyobb szerepet Luigi Comencini Forgalmi dugó (1979) című alkotásában, amely egy Róma környéki közlekedési káoszban lejátszódó eseményeket ábrázolja hol a humor, hol a dráma eszközeivel.
Melodramatikus alkotás Dino Risi Szerelmi lázálom (1981) című munkája, amelynek legnagyobb erőssége a két főszereplő, Romy Schneider és Marcello Mastroianni játéka. Magyarországon is nagy siker volt Luigi Magni Legyetek jók, ha tudtok (1984) című drámája, amely a középkorban játszódik, és egy római papról, Fülöp atyáról (Johnny Dorelli) szól, aki elhagyott gyerekeket nevel. Érdekes vállalkozás volt Dino Risi Egy asszony meg a lánya (1988) című filmje, amely Vittorio De Sica közel 3 évtizeddel korábbi klasszikus alkotásának remake-je. Az anya szerepét mindkét filmben Sophia Loren alakította. Zapponi két alkalommal dolgozott az erotikus botrányfilmjeiről ismert Tinto Brass-szal. A Paprika (1991) az 1950-es évek olasz bordélyházainak hangulatát kívánta felidézni egy fiatal lány sorsán keresztül, aki nagy karriert fut be mint prostituált, hogy aztán gazdag özvegyként éljen a „tisztességes” polgári világban. A merész jelenetekkel zsúfolt film oly nagy sikert aratott, hogy Zapponi forgatókönyvének felhasználásával négy évvel később remake is készült belőle. Brass és Zapponi másik közös filmje, a Così fan tutte a címével ellentétben nem a közismert Mozart-opera feldolgozása, hanem sikamlós történet egy fiatal nőről (Claudia Koll), aki az anális szex örömeit kívánja megismerni. Természetesen bőven akadnak olyan férfiak a környezetében, akik örömmel részesítik őt gyakorlati oktatásban.

## Munkássága

### Könyvei
- 1963 Nostra Signora dello Spasimo: l'inquisizione e i sistemi inquisitori
- 1967 Gobal
- 1974 Passione
- 1990 Trasformazioni
- 1995 Il mio Fellini
- 2001 E Fate Un Bel Sorriso: Una Fiaba Sulla Vita, Sull'amore

### Forgatókönyvei
- 2000 Fate un bel sorriso
- 1999 Menjünk haza (Torniamo a casa) (tévéfilm)
- 1996 Fiatalok és jóképűek (Giovani e belli)
- 1995 Paprika (az 1991-es film remake-je)
- 1992 Così fan tutte
- 1992 Cseresznyéskert (Il Giardino dei ciliegi)
- 1991 Paprika
- 1990 Nem zavarok tovább (Tolgo il disturbo)
- 1989 Io Jane, tu Tarzan (tévésorozat) (Walter Ego néven)
- 1988 Egy asszony meg a lánya (La Ciociara) (tévéfilm)
- 1987 Rimini Rimini
- 1987 Gazdagok és csalók (Roba da ricchi)
- 1987 Teresa
- 1985 Paranormális fenomén vagyok (Sono un fenomeno paranormale)
- 1984 Legyetek jók, ha tudtok (State buoni... se potete)
- 1984 ...e la vita continua (tévéfilm)
- 1984 Lui è peggio di me
- 1983 Questo e quello
- 1982 Sesso e volentieri
- 1982 Dio li fa e poi li accoppia
- 1982 Kicsi és pici (Piso pisello)
- 1981 Vaskos tréfa / Del Grillo márki (Del Marchese del Grillo)
- 1981 Szerelmi lázálom (Fantasma d'amore)
- 1980 A nők városa (La Città delle donne)
- 1979 Kedves papa (Caro papà)
- 1979 Forgalmi dugó (L’Ingorgo – Una storia impossibile)
- 1977 Új szörnyetegek (I Nuovi mostri)
- 1977 Elveszett lélek (Anima persa)
- 1976 Fellini-Casanova (Il Casanova di Federico Fellini)
- 1976 ...e tanta paura (Bernardo Zapponi néven)
- 1976 Languidi baci, perfide carezze
- 1976 Fehér telefonok (Telefoni bianchi)
- 1975 Per le antiche scale
- 1975 Leonor
- 1975 Mélyvörös / A gonoszság áldozatai (Profondo rosso)
- 1975 Narancsos kacsasült (L’Anatra all'arancia)
- 1974 Mózes, a törvényhozó (Moses the Lawgiver) (tévésorozat)
- 1973 Mordi e fuggi
- 1973 Polvere di stelle
- 1972 Fellini-Róma (Roma)
- 1971 Bohócok (I Clowns)
- 1971 A pap felesége (La Moglie del prete)
- 1970 O'Cangaçeiro
- 1970 Splendori e miserie di Madame Royale
- 1969 Fellini-Satyricon
- 1969 Egy rendező feljegyzései (Block-notes di un regista) (tévéfilm)
- 1969 Meztelennek látom (Vedo nudo)
- 1968 Különleges történetek (Histoires extraordinaires) (a Toby Dammit című epizód)
- 1968 Szeszély olasz módra (Capriccio all'italiana) (a La Bambinaia, a Viaggio di lavoro és a Perchè? című epizódok)
- 1967 A boszorkányok (Le Streghe) (a Senso civico című epizód)
- 1951 È l'amor che mi rovina

## Magyarul
- Az én Fellinim. Erős és gyenge, dühös és szelíd, öreg és infantilis az ember és a rendező forgatókönyvírója elbeszélésében; ford. Szentgyörgyi Rita, ill. Fellini; JLX, Bp., 2003

## Díjak és jelölések

### Oscar-díj
- 1977 jelölés Fellini – Casanova (jelölve még: Federico Fellini)

### Ezüst Szalag díj
- 1982 díj Vaskos tréfa (megkapta még: Leonardo Benvenuti, Mario Monicelli, Tullio Pinelli és Piero De Bernardi)